# Anthem (Arizona)
Anthem es un lugar designado por el censo ubicado en el condado de Maricopa en el estado estadounidense de Arizona. En el Censo de 2010 tenía una población de 21 700 habitantes y una densidad poblacional de 1.048,88 personas por km².

## Geografía
Anthem se encuentra ubicado en las coordenadas 33°50′59″N 112°7′23″O / 33.84972, -112.12306. Según la Oficina del Censo de los Estados Unidos, Anthem tiene una superficie total de 20.69 km², de la cual 20.68 km² corresponden a tierra firme y (0.05%) 0.01 km² es agua.

## Demografía
Según el censo de 2010, había 21.700 personas residiendo en Anthem. La densidad de población era de 1.048,88 hab./km². De los 21.700 habitantes, Anthem estaba compuesto por el 89.69% blancos, el 1.89% eran afroamericanos, el 0.65% eran amerindios, el 2.61% eran asiáticos, el 0.15% eran isleños del Pacífico, el 2.05% eran de otras razas y el 2.96% pertenecían a dos o más razas. Del total de la población el 9.2% eran hispanos o latinos de cualquier raza.